# Ophiolamina
Ophiolamina is een geslacht van slangsterren uit de familie Ophiacanthidae.

## Soorten
- Ophiolamina eprae Stöhr & Segonzac, 2006